# Suérquero I da Suécia
Suérquero I  (n. em data desconhecida - m. Alvastra, 25 de dezembro de 1156) - também conhecido como Sverker ou Sverker I e apelidado vulgarmente de "O Velho" (Sverker den äldre) – foi rei da Suécia de 1130 até seu assassinato em 1156.

Inicialmente um grande senhor (hövding) da Östergötland, foi reconhecido como rei na Svealand, na Västergötland e na Östergötland, na década de 1130, iniciando assim aquilo que mais tarde seria chamado a dinastia de Sverker.                                                                                                    Ficou conhecido por ter sido um forte promotor da cristianizacão da Suécia, mandando construir conventos e introduzindo o óbolo de São Pedro pelo qual os fiéis suecos faziam donativos diretos ao papa.

| “ | O décimo primeiro foi o rei Swærkir, o Velho. Era filho de Cornube, na Östergötland. O condutor do seu cavalo assassinou-o a caminho da missa da manhã do dia de Natal, quando ele ia para a igreja, e está enterrado no convento de Alvastra. Foi ele quem primeiro fundou e construiu esse convento, e que Deus permita que a sua alma agora desfrute a vida eterna. | ” |
| — Kungalängden (escrita por volta de 1240 pelo ”Padre de Vidhem” e anexada à Lei da Västergötland; conservada no manuscrito KB B 59 da Biblioteca Nacional da Suécia, | |   |

## Biografia
Suérquero, um nobre da Gotalândia Oriental, foi eleito rei pelos Gotas Orientais em 1125, pelos Suíones em 1130, e mais tarde também pelos Gotas Ocidentais em 1134, após a morte do controverso rei Magno I, um príncipe dinamarquês que era então rei da Gotalândia Ocidental.
| “                                      | Ælliuftib war Swærkir konongær gambli. | ” |
| — Ésquilo, Lei da Gotalândia Ocidental |                                        |   |

Suérquero foi o primeiro rei da Casa de Suérquero, uma das duas dinastias reais que governaram a Suécia entre 1130 e 1222. Se casou duas vezes. Em seus casamentos, buscava fortalecer o reino e suas cônjuges foram nobres estrangeiras. Seu primeiros matrimônio foi com Uluilda da Suécia, nobre norueguesa viúva de Ingo II da Suécia. Com esse matrimônio, Suérquero pretendia fortalecer os laços com a Noruega. Quando morreu Uluilda em 1148, Suérquero se casou com Riquilda da Polônia, filha do rei polonês Boleslau III e viúva de Magno Nilsson; graças a esse matrimônio, Suérquero também foi reconhecido como rei em Gotalândia Ocidental, região conquistada de seu antigo rival.[carece de fontes?]
A Suérquero se deve a construção do primeiro convento cisterciense da Suécia, o convento de Alvastra, fundando em 1143 em um prédio que pertencia a sua esposa, Uluilda. Também fundou os conventos de Nîdala e Varnhem. Na década de 1150, Suérquero travou uma guerra contra a Dinamarca. Os resultados foram favoráveis e ele pode colocar Canuto V, filho de Riquilda e Magno Nilsson, como rei da Dinamarca em 1154. Para selar a aliança com Canuto, Suérquero lhe deu uma de suas filhas em casamento em 1156.[carece de fontes?]
Foi assassinado em 1156 por seus próprios homens, quando se dirigia à missa de Natal em Ödeshög, junto ao Lago Veter. Foi sepultado no Convento de Alvastra. O suspeito do crime foi um príncipe dinamarquês e pretendente ao trono sueco Magno Henriksen.

## Família
- Com Ulvilda da Suécia teve quatro filhos, dois homens e duas mulheres:
  - João;
  - Carlos (1130-1167). Rei da Suécia;
  - Ingegerda;
  - Helena, esposa de Canuto V da Dinamarca;
  - Sune Sik Sverkersson. Provavelmente um personagem lendário. Algumas fontes o consideram avô de Birger Jarl.

- Com sua segunda esposa teve apenas um filho conhecido:
  - Boleslau. Pretendente ao trono da Suécia.

- Teve outro filho com uma mulher desconhecida:
  - Kol. Pretendente ao trono da Suécia.